# Juegos Asiáticos de la Juventud
Los Juegos Asiáticos de la Juventud (AYG) es un evento multi-deportivo que actualmente sea realiza una vez cada cuatro años. Su objetivo es el fortalecimiento de los intercambios y la comunicación entre los jóvenes de los países y regiones en Asia, uniéndolos con el deporte. Participan atletas entre 14 y 17 años.
El 3 de abril de 2008, en la 52 ª sesión del Comité Ejecutivo del Consejo Olímpico de Asia, celebrada en Bangkok, Tailandia, se establecieron los Juegos Asiáticos Juegos de la Juventud. De acuerdo con el Comité Olímpico Internacional, el establecimiento de los Juegos Asiáticos de la Juventud, propagó el espíritu olímpico de la juventud asiática, para animarles a ser más activa participación en los deportes y las actividades culturales y educativas, y un estilo de vida saludable.

## Ediciones
| Año  | Juegos                              | Ciudad    | País     |
| ---- | ----------------------------------- | --------- | -------- |
| 2009 | I Juegos Asiáticos de la Juventud   | Singapur  | Singapur |
| 2013 | II Juegos Asiáticos de la Juventud  | Nankín    | China    |
| 2017 | III Juegos Asiáticos de la Juventud | Cancelado |          |
| 2021 | IV Juegos Asiáticos de la Juventud  | Cancelado |          |
| 2025 | V Juegos Asiáticos de la Juventud   | Manama    | Baréin   |
| 2029 | VI Juegos Asiáticos de la Juventud  | Nom Pen   | Camboya  |

## Deportes
Para los Juegos Asiáticos de la Juventud 2009, debido a las limitaciones de tiempo y recursos, Singapur y el Consejo Olímpico de Asia recortaron el número de deportes a nueve. La lista de eventos se ha confirmado ocho deportes son la natación, que incluye buceo, atletismo, baloncesto 3vs3, vóley de playa, bolos, fútbol, vela, tiro y tenis de mesa.